# Geflecktes Lungenkraut
Das Gefleckte Lungenkraut (Pulmonaria officinalis), auch als Echtes Lungenkraut bezeichnet und kurz Lungenkraut genannt, ist eine Pflanzenart innerhalb der Familie der Raublattgewächse (Boraginaceae). Sie ist in Europa verbreitet.

## Trivialnamen
Weitere deutsche Trivialnamen sind: Hänsel und Gretel, Brüderchen und Schwesterchen (wegen der unterschiedlichen Blütenfarben), Bachkraut, Blaue Schlüsselblume, Bockkraut, Fleckenkraut, Himmelschlüssel, Hirschkohl, Hirschmangold, Hosenschiffern, Lungenwurz, Schlotterhose, Schwesternkraut, Ungleiche Schwestern, Unser lieben Frauen Milchkraut.

## Beschreibung

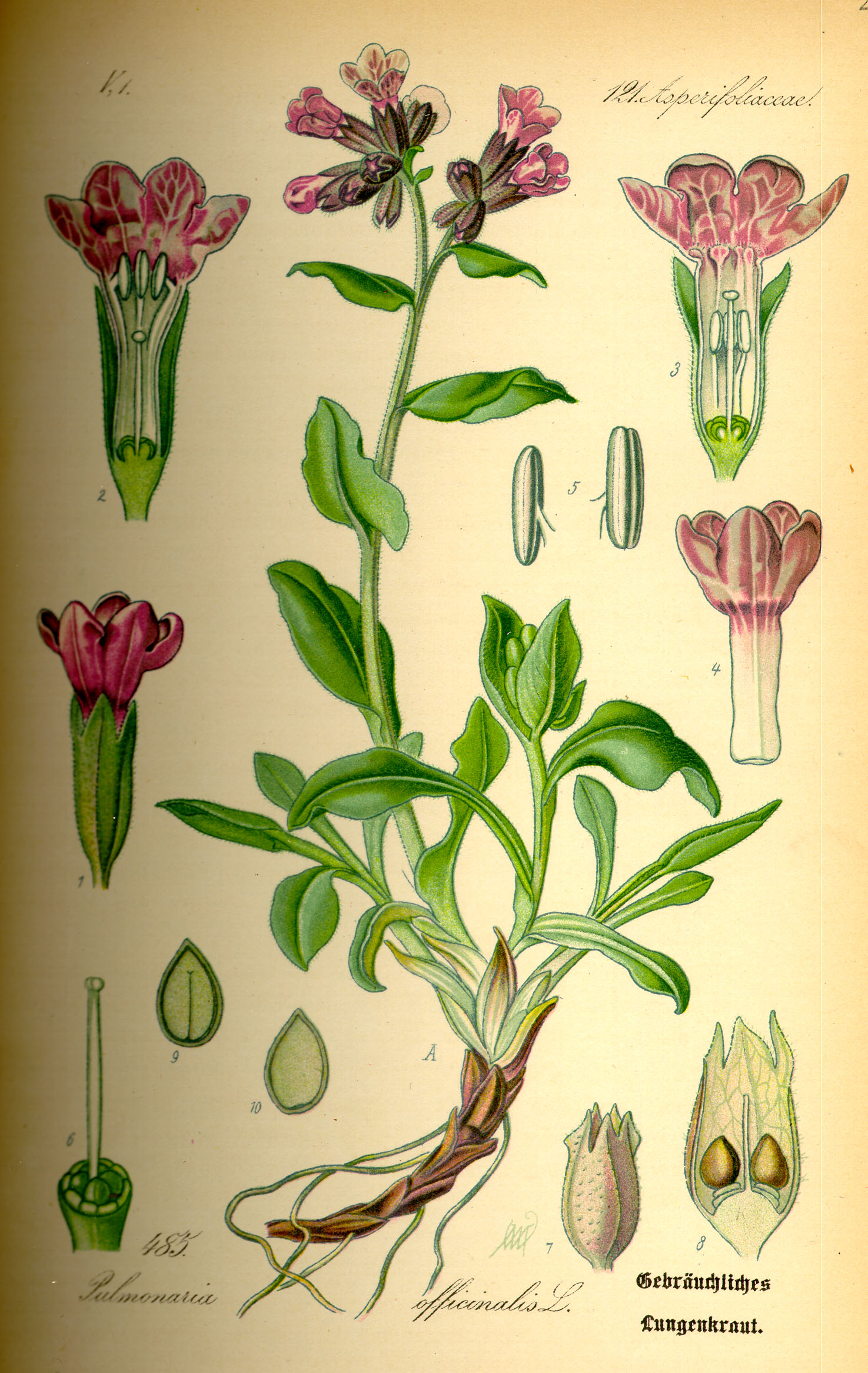
Illustration

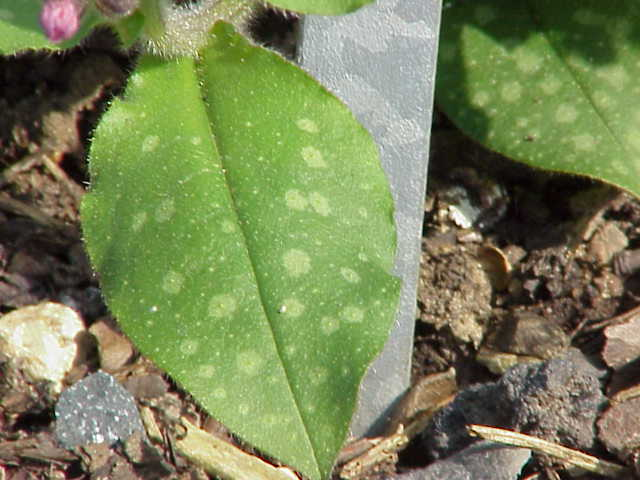
Typisches Laubblatt des Gefleckten Lungenkrautes

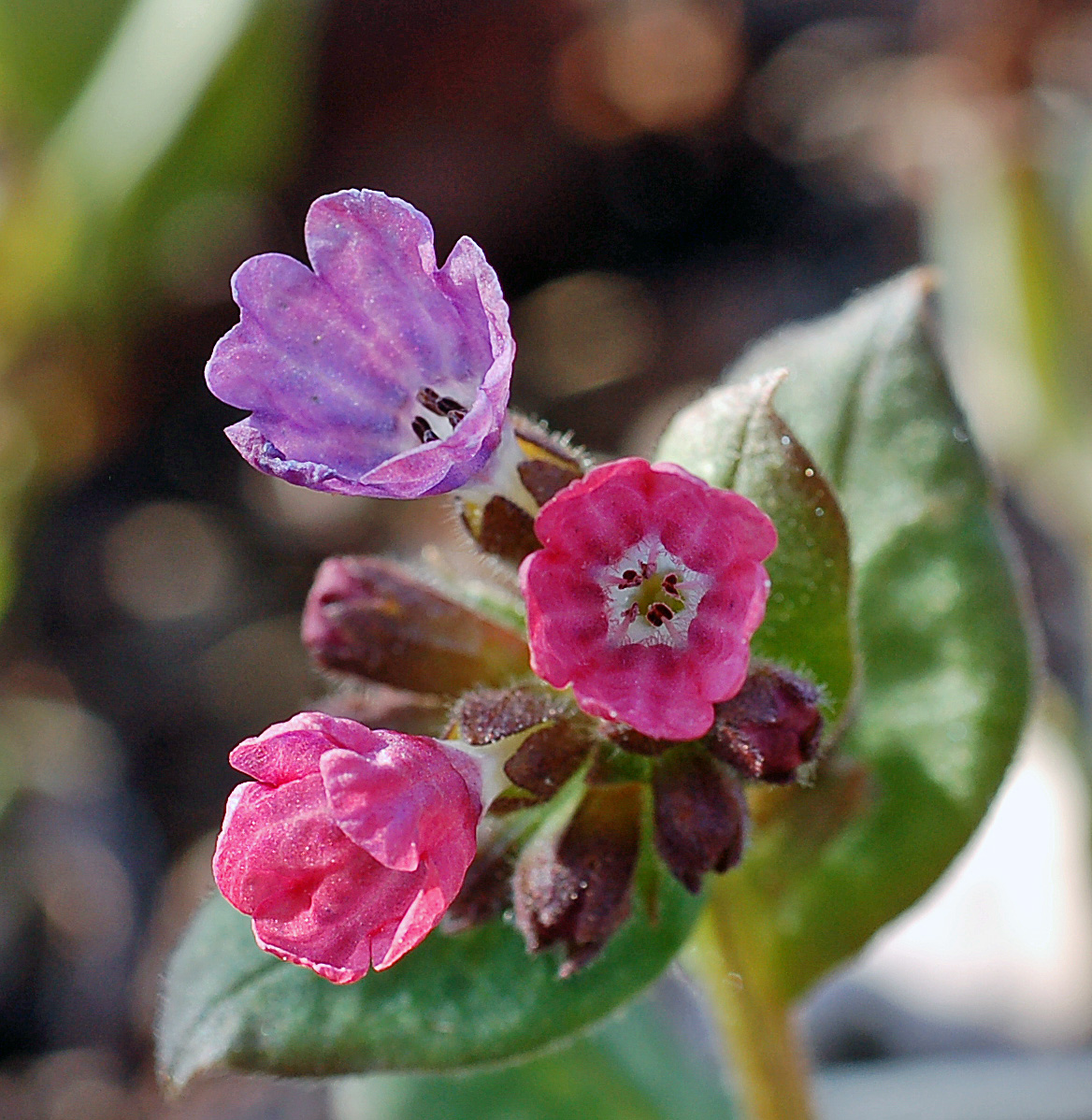
Blütenstand, oben ältere, violette Blüte

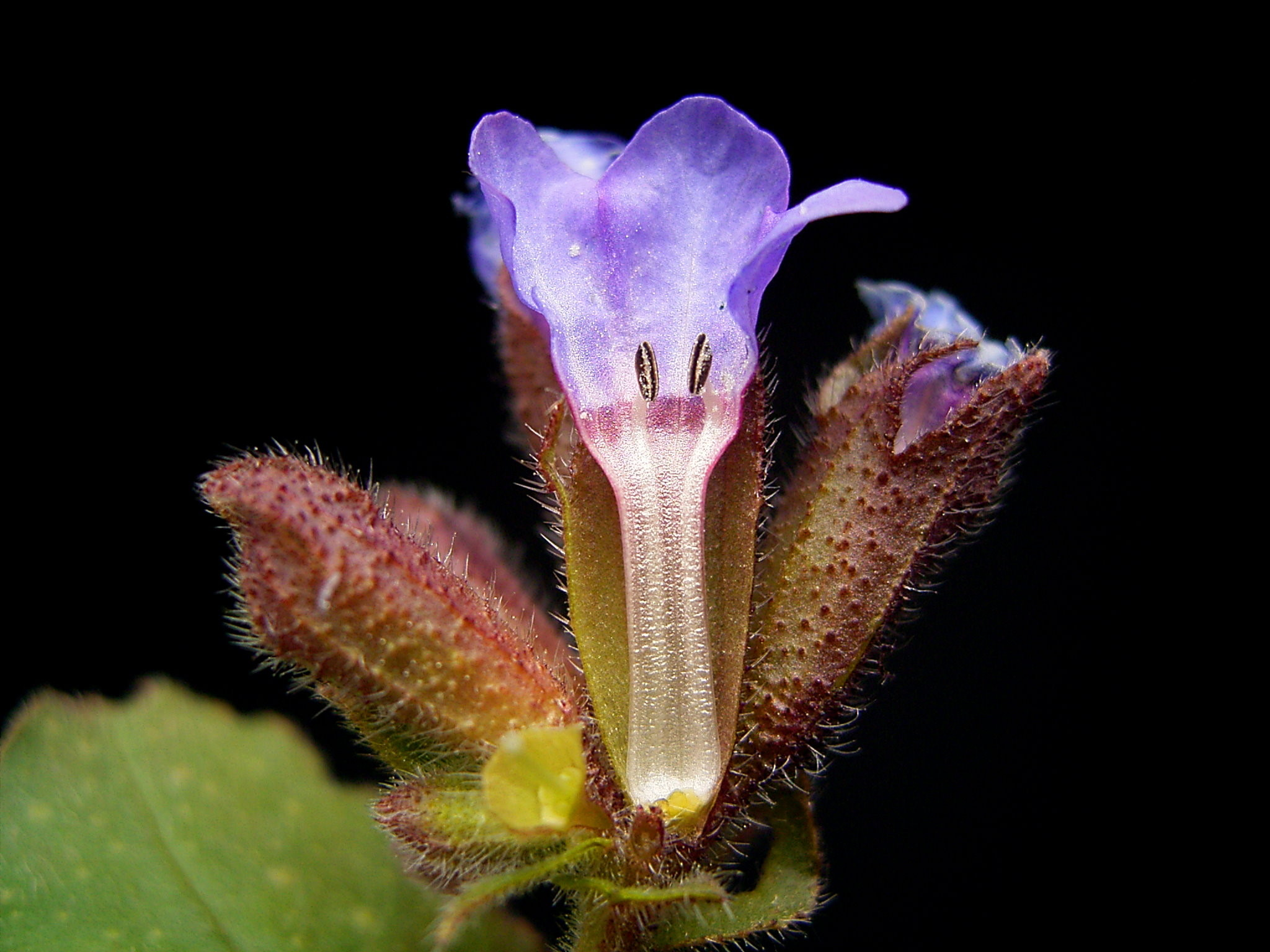
Schnitt durch die Blüte

### Vegetative Merkmale
Das Gefleckte Lungenkraut ist eine ausdauernde, krautige Pflanze. Die Stängel sind borstig und drüsig. Die leicht herzförmigen, borstigen, spitzen Grundblätter sind meist derb, voll entwickelt und ungeteilt. Sie sind gelbgrün und besitzen stets rundliche, oft scharf begrenzte, weiße Flecken. Die Unterseite der Laubblätter ist mit winzigen Stachelhöckern versehen. Die nicht blühenden Sprosse haben eine eiförmige Spreite, die länger als ihr 15 Zentimeter langer Blattstiel ist und plötzlich in den geflügelten Stiel übergehen kann. Die borstigen Stängelblätter sind halbstängelumfassend, unterseits mit Stachelhöckern und oft weiß gefleckt.

### Generative Merkmale
Das Gefleckte Lungenkraut ist distyl. Die Blüten erscheinen endständig in borstig-drüsigen Schraubeln. Die zwittrigen Blüten sind radiärsymmetrisch und fünfzählig mit doppelter Blütenhülle. Die fünf, borstig behaarten, wärzlichen Kelchblätter sind bis mindestens zur Hälfte ihrer Länge kantig verwachsen. Bei frisch geöffneter Blüte ist der Kelch V-förmig und etwa doppelt so lang wie breit. Die trichterförmige Blütenkrone ist anfangs rot, färbt sich später während der Anthese durch Änderung des pH-Wertes innerhalb der Blütenblätter nach Violett und später Blau, selten Weiß, um. Der Schlund ist behaart. Zwei Fruchtblätter sind zu einem oberständigen Fruchtknoten verwachsen, der durch eine falsche Scheidewand in vier Fächer (Klausen) geteilt wird. Die Staubblätter sitzen am Schlund oder in der Mitte Kronröhre. Der Griffel endet jeweils umgekehrt zur Position der Staubblättern. Die kopfige Narbe ist geteilt. Es ist ein Diskus vorhanden.
Die Klausenfrucht zerfällt zur Reife in vier Teilfrüchte.
Das Gefleckte Lungenkraut ist diploid und hat die Chromosomenzahl 2n = 14 oder 16.

## Ökologie
Das Gefleckte Lungenkraut ist ein wintergrüner Hemikryptophyt, eine Halbrosettenpflanze mit ziemlich dünnem Rhizom. Es ist ein Lehmzeiger und Mullbodenwurzler. Es wächst gern im Halbschatten. Das Gefleckte Lungenkraut ist ein Lichtkeimer.
Blütenökologisch handelt es sich um meist homogame „Stieltellerblumen mit eingeschlossenen Staubbeuteln und Narben“. Sie sind anfangs rot-purpurn und später violettblau gefärbt. Sie besitzen eine hohe UV-Reflexion. Die Krone bleibt etwa sechs bis acht Tage erhalten, nach 3 bis 4 Tagen erfolgt der Farbwechsel. Die Bestäuber – es ist zunächst vor allem die langrüsselige Wildbienenart Anthophora plumipes, später eine weitere Art aus derselben Gattung – bevorzugen die jungen roten Blüten, die mehr Nektar enthalten als die blauen. Der Nektar ist durch einen Haarsaum an den relativ kleinen Schlundschuppen am Eingang der Kronröhre geschützt und wegen der etwa 1 Zentimeter langen Kronröhre nur langrüsseligen Bienenverwandten und Schmetterlingen zugänglich. Schwebfliegen fressen den Pollen. Die Blüten sind verschiedengrifflig und selbststeril. Die Blütezeit liegt zwischen März und Mai.
Die Klausen sind mit einem Elaiosom genannten Ölkörper versehen. Sie werden durch Ameisen ausgebreitet. Der Fruchtstängel neigt sich bei der Reife zur Erde und die Frucht wird dadurch zum Selbstaussäer. Fruchtreife erfolgt zwischen Mai und Juni.

## Vorkommen

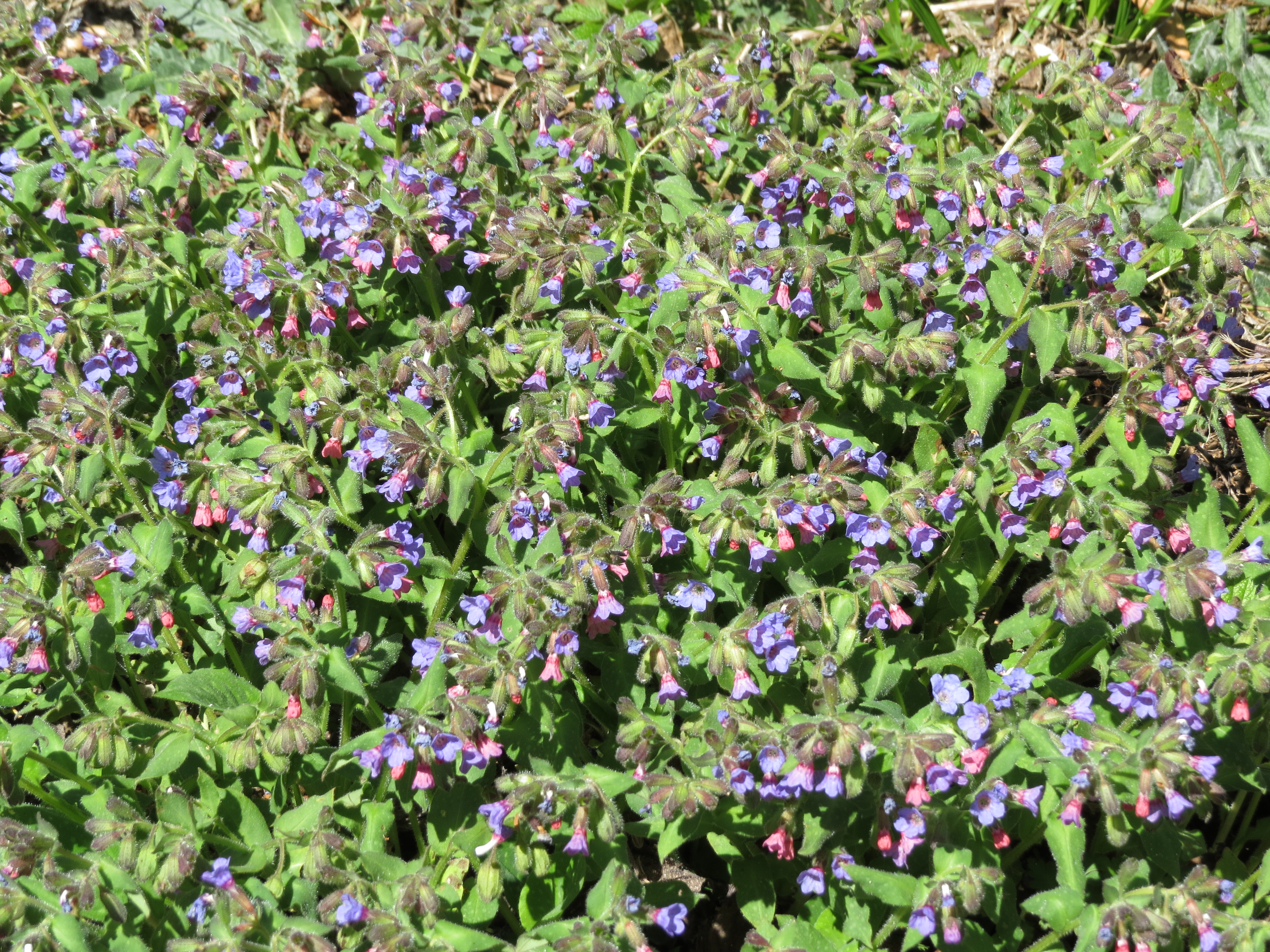
Größerer Bestand von Pulmonaria officinalis in Frankenfels, Niederösterreich

Pulmonaria officinalis ist in weiten Teilen Europas verbreitet: westlich bis zu den Ardennen, nördlich bis in die Niederlande, Dänemark und Mittelschweden. Sie fehlt in Norwegen, auf den britischen Inseln ist sie nur eingebürgert. Östlich findet man das Gefleckte Lungenkraut bis Mittelrussland und den Kaukasus, südlich kommt es auf dem nördlichen Balkan und bis Mittelitalien vor.
Das Gefleckte Lungenkraut wächst in krautreichen Laub- und Buchenmischwäldern sowie deren Rändern vom Flachland bis ins Gebirge bis in Höhenlagen von etwa 1300 Metern. Im Süden ist es häufiger als im Norden. Es gedeiht am besten auf frischen, nährstoff- und basenreichen, meist kalkhaltigen, steinigen oder reinen Ton- und Lehmböden. Es ist eine Charakterart der Ordnung Fagetalia und kommt besonders in Gesellschaften der Verbände Fagion und Alno-Ulmion vor.
Die ökologischen Zeigerwerte nach Landolt et al. 2010 sind in der Schweiz: Feuchtezahl F = 3+ (feucht), Lichtzahl L = 2 (schattig), Reaktionszahl R = 4 (neutral bis basisch), Temperaturzahl T = 4+ (warm-kollin), Nährstoffzahl N = 3 (mäßig nährstoffarm bis mäßig nährstoffreich), Kontinentalitätszahl K = 4 (subkontinental).

## Taxonomie und Namensgebung
Der Name Pulmonaria kommt vom lateinisch pulmo = Lunge. Das (Gefleckte) Lungenkraut wird seit dem Mittelalter gegen Lungenleiden eingesetzt. Hildegard von Bingen nennt es Lungwurz.
Die Erstveröffentlichung von Pulmonaria officinalis erfolgte durch Carl von Linné. Synonyme von Pulmonaria officinalis L. sind: Pulmonaria konradii Opiz, Pulmonaria maculosa Liebl., Pulmonaria tridentina Evers, Pulmonaria officinalis subsp. maculosa (Hayne) Gams.

## Inhaltsstoffe
Das Gefleckte Lungenkraut enthält unter anderem Kieselsäure, Schleime, Saponine, Gerbstoffe und größere Mengen Mineralien und wirkt dadurch hustenreiz- und entzündungshemmend. Die Blüten enthalten einen Farbstoff, der zu den Anthocyanen gehört – er wechselt bei einer Änderung des Säuregehalts die Farbe von Rot (sauer) auf Blau (basisch).